# Chinesisches Islamisches Institut
Das Chinesische Islamische Institut (chinesisch 中国伊斯兰教经学院, Pinyin Zhongguo Yisilanjiao jingxueyuan, englisch China Islamic Institute) wurde am 21. November 1955 in Peking gegründet. Es hat, nach eigenen Angaben, das Ziel Akhunde (Imame) und Mullahs zu fördern, die sowohl patriotisch als auch Gläubige des Islam sind.
Die Studierenden des Instituts sind vor allem „fortschrittsorientierte“ muslimische Jugendliche, deren in den Moscheen erworbenes Wissen über den Islam ausgebaut wird. Die Absolventen sollen in der Lage sein, arabische Schriften zu lesen und einfache mündliche und schriftliche Übersetzungen anzufertigen. Die wichtigsten am Institut angebotenen Kurse sind: Theologie, Heiliger Koran (einschließlich Koranrezitation und -kommentierung), Hadith, islamisches Recht und arabische Literatur. Ebenfalls gelehrt werden Chinesisch (hauptsächlich für uigurische Klassen), Geschichte, Geographie und Politik.
Islamische Kurse nehmen ca. 70 % des Unterrichtsumfanges ein, kulturelle Kurse ca. 30 %.